# Lieber einmal mehr als mehrmals weniger
Lieber einmal mehr als mehrmals weniger. Frisches aus der arschlochfreien Zone ist ein Sachbuch des Fernsehmoderators Dieter Moor aus dem Jahr 2012. In dem Buch schildert der Autor seine Erlebnisse, nachdem er in dem brandenburgischen Dorf Hirschfelde zusammen mit seiner Frau Sonja einen Demeter-Bauernhof aufgebaut hat.
Das Buch ist die Fortsetzung von Was wir nicht haben, brauchen Sie nicht! aus dem Jahr 2009.

## Inhalt
Im fiktiven brandenburgischen Dorf Amerika sind die Moors inzwischen geduldet. Als ihr Hürlimanntraktor den Geist aufgibt ziehen sie einen schweizerischen Experten hinzu, um den Nachbarn zu beweisen, dass sie auch mit solch existentiellen Bedrohungen zurechtkommen. Außerdem beginnt Moor, Wasserbüffel zu züchten, die von einem auf schonende Tiertransporte spezialisierten Bayern angeliefert werden.

## Rezeption
Laut TZ-Bericht zeigt das Buch Dorf-Idylle während dem Ehepaar Moor zugleich vorgeworfen wird, das Dorf zu einem Modelldorf umbauen zu wollen. Die Kritik weist Dieter Moor zurück und spricht von einer kleinen Minderheit.
Die Berliner Zeitung urteilte:

„Das zweite Buch ist sprachlich anspruchsvoller und auch bewusster konstruiert, aber wieder sehr herzlich im Ton: eine charmante Homage an die kantigen Brandenburger Bollerköppe. Das Buch ist auch wieder durchzogen von federleichtem Humor.“

Das Buch erreichte Platz 1 der Spiegel-Bestsellerliste Sachbuch/Taschenbücher.
Nach eigenen Angaben hatte das Buch bis 2012 eine Auflage von 100.000 Exemplaren.

## Ausgaben
- Lieber einmal mehr als mehrmals weniger. Frisches aus der arschlochfreien Zone. Rowohlt Taschenbuch Verlag, Reinbek bei Hamburg 2012, ISBN 978-3-499-62762-0.